# Сервантес (фільм)
«Сервантес» («Cervantes») — іспансько-італійсько-французький пригодницький кінофільм 1967 року, знятий режисером Вінсентом Шерманом.

## Сюжет
Неймовірні історії з життя Мігеля де Сервантеса, автора «Дон Кіхота». За мотивами однойменного роману німецького письменника Бруно Франка. Молодий і честолюбний Мігель де Сервантес (Хорст Буххольц), волею випадку діставши посаду особистого секретаря посланця Папи, опиняється в Римі, в епіцентрі «великої політики», як внутрішньої, так і зовнішньої: триває жорстка багаторічна війна двох світів — християнського та ісламського. Відбуваються доленосні для Мігеля зустрічі з Хасан-Беєм (Хосе Феррер) — мудрим, розважливим посланцем турецького султана і приголомшливо красивою куртизанкою Джулією (Джина Лоллобриджида).

## У ролях
- Горст Бухгольц: Мігель де Сервантес
- Джина Лоллобриджида: Джулія Тоффолі
- Хосе Феррер: Хасан Бей
- Луї Журдан: кардинал Джуліо Аквавіва Арагонський
- Франсіско Рабаль: Родріго Сервантес
- Фернандо Рей: Філіп II Іспанський
- Моріс де Канонж: папський нунцій
- Жорж Ріго: граф Лука
- Хосе Ньєто: міністр Філіпа II
- Соледад Міранда: Несса
- Рікардо Паласіос: Санчо
- Хосе Жаспе: турецький офіцер
- Андрес Мехуто: батько Сервантеса
- Маріано Відаль Моліна: капітан Дієго де Урбіна Амперо
- Анхель дель Позо: Іоанн Австрійський
- Антоніо Касас: Фабіо
- Хосе Марко: Паоло, начальник рабів
- Фернандо Гільбек: Карлос
- Фернандо Вільєна: священник
- Хуан Казалілья: другий священник

## Знімальна група
- Режисер: Вінсент Шерман
- Сценарій: Енріко Бомба, Девід Карп, Енріке Ллове
- Продюсери: Александр Залкінд, Серджо Отцуп, П'єр Луїджі Торрі, Майкл Залкінд, Генрі Т. Вайнштейн
- Оператор: Едмон Рішар
- Композитори: Анхель Артеага, Жан Ледрю
- Художники: Енріке Аларкон, Рафаель Салазар, Лучано Де Нарді
- Монтаж: Маргаріта де Очоа
- Костюми: Луїс Аргуелло
- Грим: Хосе Антоніо Санчес